# Championnats du monde de cyclisme sur route 2011
Navigation
Melbourne 2010 Valkenburg 2012
Les Championnats du monde de cyclisme sur route 2011 se sont déroulés du 19 septembre au 25 septembre 2011 à Copenhague, au Danemark. Pour la première fois depuis 2004, les championnats du monde juniors sont organisés en même temps que les championnats espoirs et élites.
La capitale danoise accueillait ainsi l'épreuve pour la sixième fois après avoir accueilli la première édition de l'épreuve en 1921 puis en 1931, 1937, 1949 et 1956 : aucune autre ville n'a organisé aussi souvent l'épreuve.
Les pays qualifiés et les quotas de cyclistes ont été annoncés le 17 août 2011 par l'UCI.

## Programme des épreuves[2]
| Lundi 19 septembre - Femmes - juniors : 13,9 km - Hommes - moins de 23 ans : 35,2 km Mardi 20 septembre - Hommes - juniors : 27,8 km - Femmes - élites : 27,8 km Mercredi 21 septembre - Hommes - élites : 46,4 km | Vendredi 23 septembre - Femmes - juniors : 70 km - Hommes - moins de 23 ans : 168 km Samedi 24 septembre - Hommes - juniors : 126 km - Femmes - élites : 140 km Dimanche 25 septembre - Hommes - élites : 266 km |

## Podiums
| Épreuves                             | Or                              | Or | Or              | Argent                           | Argent | Argent        | Bronze                        | Bronze | Bronze        |
| ------------------------------------ | ------------------------------- | -- | --------------- | -------------------------------- | ------ | ------------- | ----------------------------- | ------ | ------------- |
| Épreuves masculines                  |                                 |    |                 |                                  |        |               |                               |        |               |
| Course en ligne détails              | Mark Cavendish Royaume-Uni      | en | 5 h 40 min 27 s | Matthew Goss Australie           | +      | 0 s           | André Greipel Allemagne       | +      | 0 s           |
| Contre-la-montre détails             | Tony Martin Allemagne           | en | 53 min 43 s 85  | Bradley Wiggins Royaume-Uni      | +      | 1 min 15 s 83 | Fabian Cancellara Suisse      | +      | 1 min 20 s 59 |
| Épreuve masculines - moins de 23 ans |                                 |    |                 |                                  |        |               |                               |        |               |
| Course en ligne détails              | Arnaud Démare France            | en | 3 h 52 min 16 s | Adrien Petit France              | +      | 0 s           | Andrew Fenn Royaume-Uni       | +      | 0 s           |
| Contre-la-montre détails             | Luke Durbridge Australie        | en | 42 min 47 s 13  | Rasmus Christian Quaade Danemark | +      | 35 s 68       | Michael Hepburn Australie     | +      | 46 s 47       |
| Épreuve masculines - juniors         |                                 |    |                 |                                  |        |               |                               |        |               |
| Course en ligne détails              | Pierre-Henri Lecuisinier France | en | 2 h 48 min 58 s | Martijn Degreve Belgique         | +      | 0 s           | Steven Lammertink Pays-Bas    | +      | 0 s           |
| Contre-la-montre détails             | Mads Würtz Schmidt Danemark     | en | 35 min 07 s 68  | James Oram Nouvelle-Zélande      | +      | 4 s 11        | David Edwards Australie       | +      | 20 s 79       |
| Épreuves féminines                   |                                 |    |                 |                                  |        |               |                               |        |               |
| Course en ligne détails              | Giorgia Bronzini Italie         | en | 3 h 21 min 28 s | Marianne Vos Pays-Bas            | +      | 0 s           | Ina-Yoko Teutenberg Allemagne | +      | 0 s           |
| Contre-la-montre détails             | Judith Arndt Allemagne          | en | 37 min 07 s 38  | Linda Villumsen Nouvelle-Zélande | +      | 21 s 73       | Emma Pooley Royaume-Uni       | +      | 24 s 13       |
| Épreuve féminines - juniors          |                                 |    |                 |                                  |        |               |                               |        |               |
| Course en ligne détails              | Lucy Garner Royaume-Uni         | en | 1 h 46 min 17 s | Jessy Druyts Belgique            | +      | 0 s           | Christina Siggaard Danemark   | +      | 0 s           |
| Contre-la-montre détails             | Jessica Allen Australie         | en | 19 min 18 s 63  | Elinor Barker Royaume-Uni        | +      | 1 s 84        | Mieke Kröger Allemagne        | +      | 2 s 80        |

## Résultats détaillés

### Épreuves masculines - élites

#### Contre-la-montre

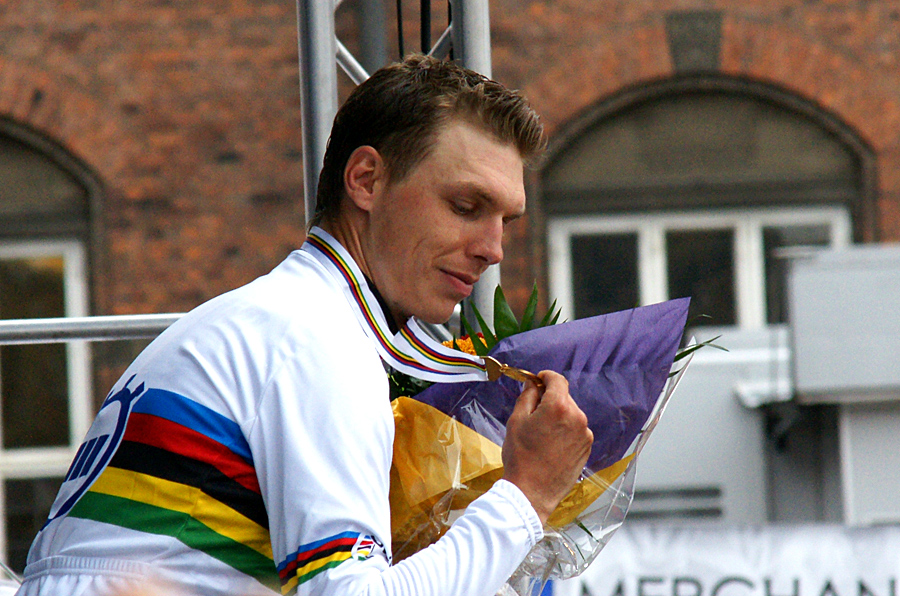
L'Allemand Tony Martin remporte le titre du contre-la-montre.

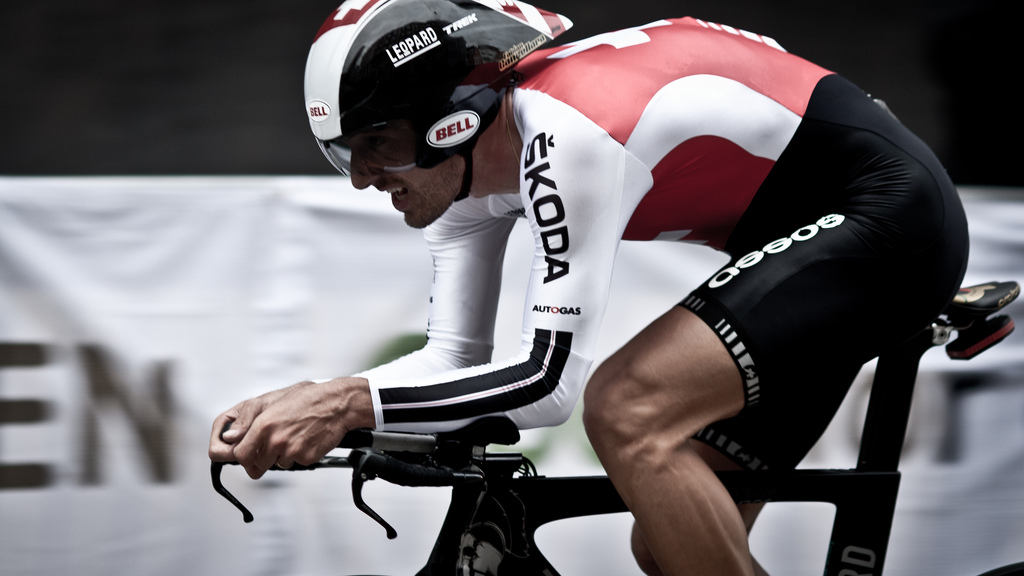
Le Suisse Fabian Cancellara termine sur la 3e marche du podium

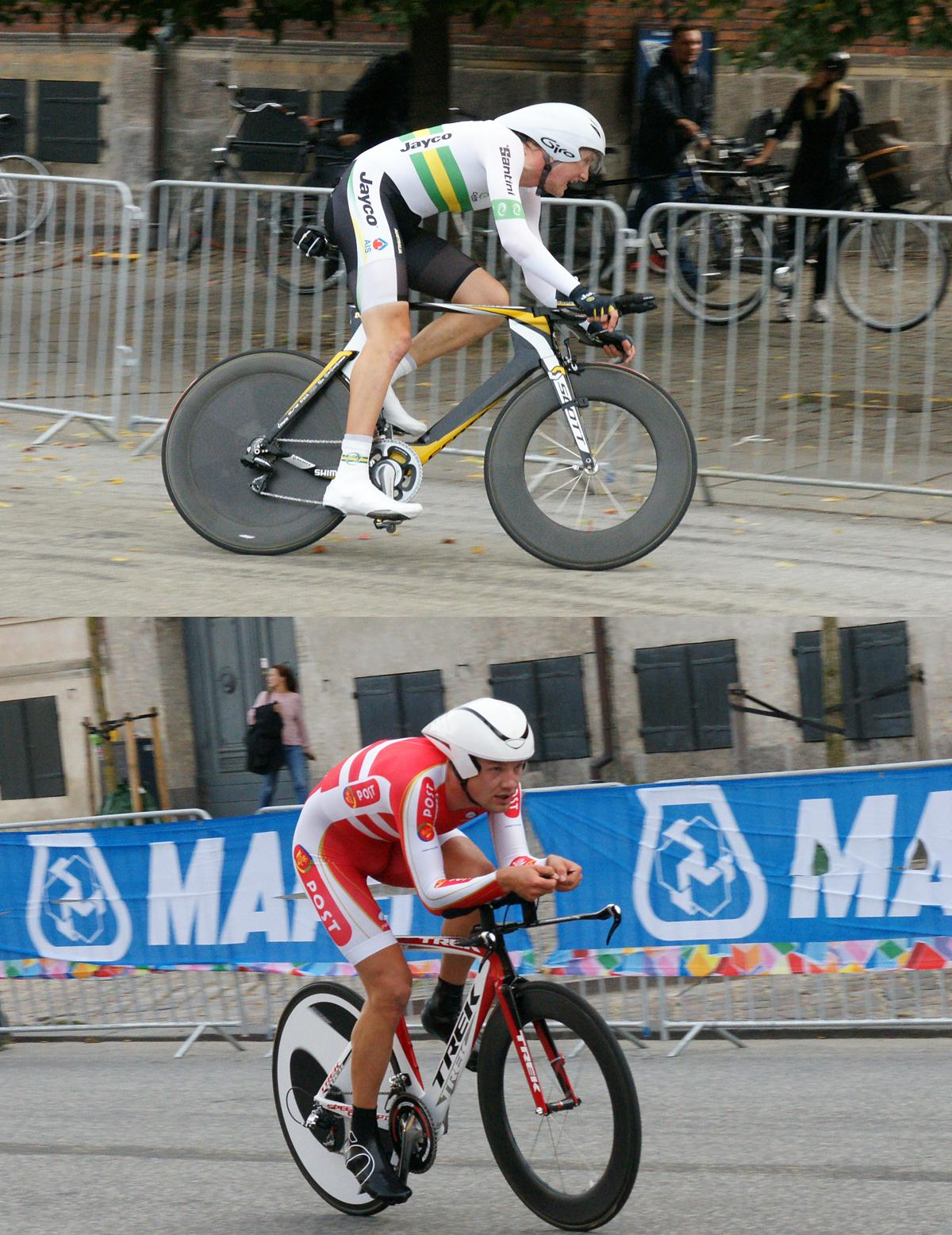
L'Australien Luke Durbridge (en haut) s'impose devant le Danois Rasmus Christian Quaade (en bas)

Fabian Cancellara et Tony Martin sont les deux favoris annoncés, Bradley Wiggins, quant à lui, est un sérieux ousider.
|                    | Coureur            | Pays        |    | Temps          |
| ------------------ | ------------------ | ----------- | -- | -------------- |
| Médaille d'or      | Tony Martin        | Allemagne   | en | 53 min 43 s 85 |
| Médaille d'argent  | Bradley Wiggins    | Royaume-Uni | +  | 1 min 15 s 83  |
| Médaille de bronze | Fabian Cancellara  | Suisse      |    | 1 min 20 s 59  |
| 4                  | Bert Grabsch       | Allemagne   |    | 1 min 31 s 76  |
| 5                  | Jack Bobridge      | Australie   |    | 2 min 13 s 86  |
| 6                  | Richie Porte       | Australie   |    | 2 min 29 s 54  |
| 7                  | David Millar       | Royaume-Uni |    | 2 min 45 s 62  |
| 8                  | Lieuwe Westra      | Pays-Bas    |    | 3 min 18 s 52  |
| 9                  | Alexandr Dyachenko | Kazakhstan  |    | 3 min 19 s 76  |
| 10                 | Jakob Fuglsang     | Danemark    |    | 3 min 30 s 59  |

### Épreuves masculines - moins de 23 ans

#### Course en ligne

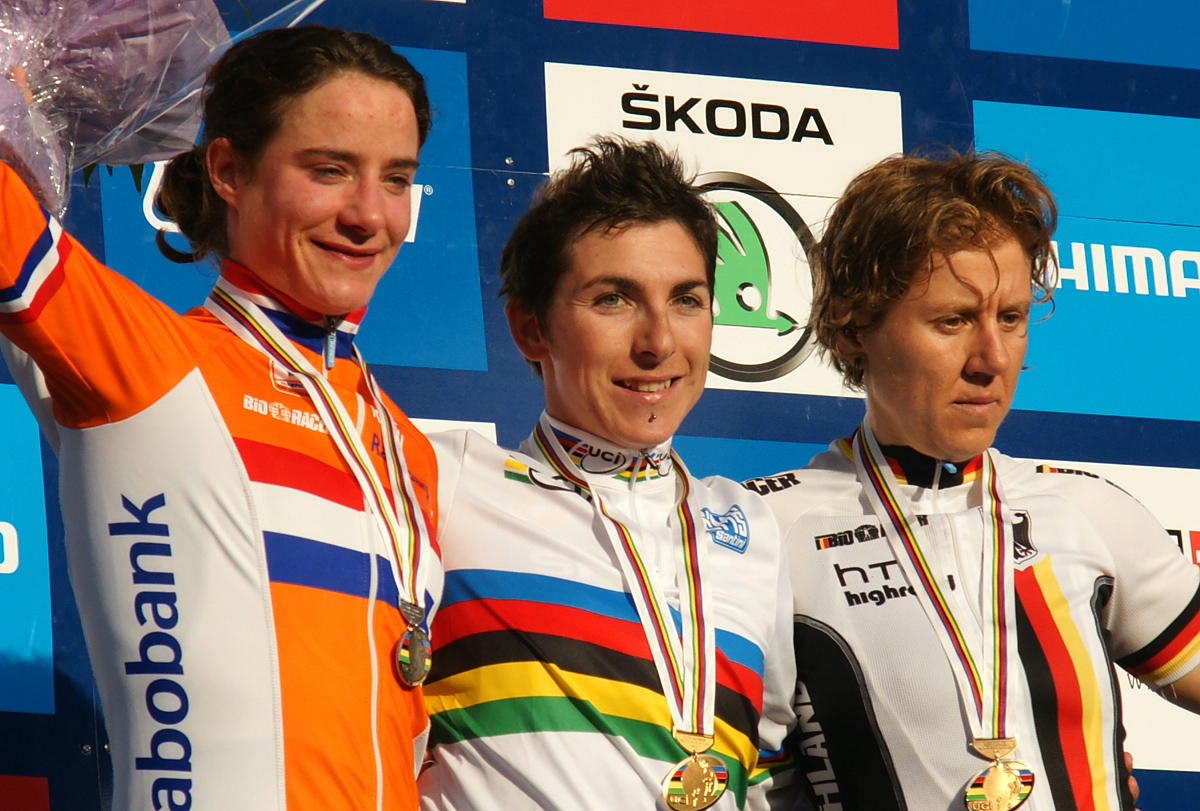
Marianne Vos, Giorgia Bronzini et Ina-Yoko Teutenberg sur le podium.

|                    | Coureur            | Pays        |    | Temps           |
| ------------------ | ------------------ | ----------- | -- | --------------- |
| Médaille d'or      | Arnaud Démare      | France      | en | 3 h 52 min 16 s |
| Médaille d'argent  | Adrien Petit       | France      | +  | 0 s             |
| Médaille de bronze | Andrew Fenn        | Royaume-Uni |    | 0 s             |
| 4                  | Rüdiger Selig      | Allemagne   |    | 0 s             |
| 5                  | Marco Haller       | Autriche    |    | 0 s             |
| 6                  | Filippo Fortin     | Italie      |    | 0 s             |
| 7                  | Wouter Wippert     | Pays-Bas    |    | 0 s             |
| 8                  | Alexey Tsatevitch  | Russie      |    | 0 s             |
| 9                  | Tosh Van der Sande | Belgique    |    | 0 s             |
| 10                 | Andris Smirnovs    | Lettonie    |    | 0 s             |

#### Contre-la-montre
|                    | Coureur                 | Pays             |    | Temps       |
| ------------------ | ----------------------- | ---------------- | -- | ----------- |
| Médaille d'or      | Luke Durbridge          | Australie        | en | 42 min 17 s |
| Médaille d'argent  | Rasmus Christian Quaade | Danemark         | +  | 35 s        |
| Médaille de bronze | Michael Hepburn         | Australie        |    | 46 s        |
| 4                  | Anton Vorobyev          | Russie           |    | 58 s        |
| 5                  | Jasper Hamelink         | Pays-Bas         |    | 1 min 52 s  |
| 6                  | Jason Christie          | Nouvelle-Zélande |    | 2 min 00 s  |
| 7                  | Lluís Mas               | Espagne          |    | 2 min 04 s  |
| 8                  | Tom Dumoulin            | Pays-Bas         |    | 2 min 04 s  |
| 9                  | Damien Howson           | Australie        |    | 2 min 05 s  |
| 10                 | Rudy Molard             | France           |    | 2 min 09 s  |

### Épreuves masculines juniors
|                    | Coureur                  | Pays      |    | Temps           |
| ------------------ | ------------------------ | --------- | -- | --------------- |
| Médaille d'or      | Pierre-Henri Lecuisinier | France    | en | 2 h 48 min 58 s |
| Médaille d'argent  | Martijn Degreve          | Belgique  | +  | 0 s             |
| Médaille de bronze | Steven Lammertink        | Pays-Bas  |    | 0 s             |
| 4                  | Florian Sénéchal         | France    |    | 3 s             |
| 5                  | Rick Zabel               | Allemagne |    | 3 s             |
| 6                  | Roman Ivlev              | Russie    |    | 3 s             |
| 7                  | Daniel Hoelgaard         | Norvège   |    | 3 s             |
| 8                  | Nicolas Marini           | Italie    |    | 3 s             |
| 9                  | Stan Godrie              | Pays-Bas  |    | 3 s             |
| 10                 | Frederik Plesner         | Danemark  |    | 3 s             |

|                    | Coureur                  | Pays             |    | Temps          |
| ------------------ | ------------------------ | ---------------- | -- | -------------- |
| Médaille d'or      | Mads Würtz Schmidt       | Danemark         | en | 35 min 07 s 68 |
| Médaille d'argent  | James Oram               | Nouvelle-Zélande | +  | 4 s 11         |
| Médaille de bronze | David Edwards            | Australie        |    | 20 s 79        |
| 4                  | Marcus Fåglum            | Suède            |    | 32 s 91        |
| 5                  | Yuriy Vasyliv            | Allemagne        |    | 39 s 01        |
| 6                  | Casper von Folsach       | Danemark         |    | 39 s 61        |
| 7                  | Kristopher Jorgenson     | États-Unis       |    | 46 s 65        |
| 8                  | Jonathan Dibben          | Royaume-Uni      |    | 48 s 04        |
| 9                  | Pierre-Henri Lecuisinier | France           |    | 49 s 08        |
| 10                 | Sondre Holst Enger       | Norvège          |    | 49 s 64        |

### Épreuves féminines élites

#### Course en ligne
|                    | Coureur              | Pays            |    | Temps           |
| ------------------ | -------------------- | --------------- | -- | --------------- |
| Médaille d'or      | Giorgia Bronzini     | Italie          | en | 3 h 21 min 28 s |
| Médaille d'argent  | Marianne Vos         | Pays-Bas        | +  | 0 s             |
| Médaille de bronze | Ina-Yoko Teutenberg  | Allemagne       |    | 0 s             |
| 4                  | Nicole Cooke         | Grande-Bretagne |    | 0 s             |
| 5                  | Julia Martisova      | Russie          |    | 0 s             |
| 6                  | Chloe Hosking        | Australie       |    | 0 s             |
| 7                  | Elizabeth Armitstead | Grande-Bretagne |    | 0 s             |
| 8                  | Ludivine Henrion     | Belgique        |    | 0 s             |
| 9                  | Rasa Leleivytė       | Lituanie        |    | 0 s             |
| 10                 | Aude Biannic         | France          |    | 0 s             |

#### Contre-la-montre
|                    | Coureur            | Pays             |    | Temps          |
| ------------------ | ------------------ | ---------------- | -- | -------------- |
| Médaille d'or      | Judith Arndt       | Allemagne        | en | 37 min 07 s 38 |
| Médaille d'argent  | Linda Villumsen    | Nouvelle-Zélande | +  | 21 s 73        |
| Médaille de bronze | Emma Pooley        | Royaume-Uni      |    | 24 s 13        |
| 4                  | Tara Whitten       | Canada           |    | 26 s 16        |
| 5                  | Clara Hughes       | Canada           |    | 36 s 79        |
| 6                  | Eleonora van Dijk  | Pays-Bas         |    | 38 s 88        |
| 7                  | Rhae-Christie Shaw | Canada           |    | 39 s 23        |
| 8                  | Amber Neben        | États-Unis       |    | 41 s 09        |
| 9                  | Emilia Fahlin      | Suède            |    | 55 s 06        |
| 10                 | Marianne Vos       | Pays-Bas         |    | 55 s 77        |

### Épreuves féminines juniors
|                    | Coureur               | Pays        |    | Temps           |
| ------------------ | --------------------- | ----------- | -- | --------------- |
| Médaille d'or      | Lucy Garner           | Royaume-Uni | en | 1 h 46 min 17 s |
| Médaille d'argent  | Jessy Druyts          | Belgique    | +  | 0 s             |
| Médaille de bronze | Christina Siggaard    | Danemark    |    | 0 s             |
| 4                  | Manon Souyris         | France      |    | 0 s             |
| 5                  | Christina Perchtold   | Autriche    |    | 0 s             |
| 6                  | Sheyla Gutierrez Ruiz | Espagne     |    | 0 s             |
| 7                  | Lisa Küllmer          | Allemagne   |    | 0 s             |
| 8                  | Beatrice Bartelloni   | Italie      |    | 0 s             |
| 9                  | Kelly Markus          | Pays-Bas    |    | 0 s             |
| 10                 | Silvija Latozaite     | Lituanie    |    | 0 s             |

|                    | Coureur             | Pays             |    | Temps       |
| ------------------ | ------------------- | ---------------- | -- | ----------- |
| Médaille d'or      | Jessica Allen       | Australie        | en | 19 min 19 s |
| Médaille d'argent  | Elinor Barker       | Royaume-Uni      | +  | 2 s         |
| Médaille de bronze | Mieke Kröger        | Allemagne        |    | 3 s         |
| 4                  | Thalita de Jong     | Pays-Bas         |    | 15 s        |
| 5                  | Rossella Ratto      | Italie           |    | 31 s        |
| 6                  | Georgia Williams    | Nouvelle-Zélande |    | 44 s        |
| 7                  | Annie Ewart         | Canada           |    | 46 s        |
| 8                  | Kamilla Sofie Valin | Danemark         |    | 46 s        |
| 9                  | Mathilde Favre      | France           |    | 51 s        |
| 10                 | Aleksandra Chekina  | Russie           |    | 52 s        |

## Tableau des médailles[4]
| Rang  | Nation           | Or | Argent | Bronze | Total |
| ----- | ---------------- | -- | ------ | ------ | ----- |
| 1     | Grande-Bretagne  | 2  | 2      | 2      | 6     |
| 2     | Australie        | 2  | 1      | 2      | 5     |
| 3     | France           | 2  | 1      | 0      | 3     |
| 4     | Allemagne        | 2  | 0      | 3      | 5     |
| 5     | Danemark         | 1  | 1      | 1      | 3     |
| 6     | Italie           | 1  | 0      | 0      | 1     |
| 7     | Nouvelle-Zélande | 0  | 2      | 0      | 2     |
| 7     | Belgique         | 0  | 2      | 0      | 2     |
| 9     | Pays-Bas         | 0  | 1      | 1      | 2     |
| 10    | Suisse           | 0  | 0      | 1      | 1     |
| Total | Total            | 10 | 10     | 10     | 30    |